# زتسلینگ
زتسلینگ (به فرانسوی: Sotzeling) یک کمون در فرانسه است که در Canton of Château-Salins واقع شده‌است.

## خصوصیات
زتسلینگ ۳٫۶۶ کیلومترمربع مساحت و ۲۹ نفر جمعیت دارد و ۲۲۵ متر بالاتر از سطح دریا واقع شده‌است.